# Seungri
Lee Seung-hyun (koreanisch: 이승현; * 12. Dezember 1990 in Gwangju), besser bekannt als Seungri oder V.I, ist ein südkoreanischer Sänger, Schauspieler und Songwriter. Seungri hatte sein Debüt 2006 mit der Boyband Big Bang. Im März 2019 verließ er Big Bang wegen eines Skandals um Drogenmissbrauch und sexuelle Ausbeutung.

## Leben

### Künstlerische erste Schritte
Schon früh wurde man auf die tänzerischen Fähigkeiten von Seungri aufmerksam. Er nahm an der koreanischen TV-Show Let's Coke Play! Battle Shinhwa teil, in der er in der neunten Folge ausschied.

### Big Bang
Durch seine TV-Auftritte wurde er von YG Entertainment entdeckt und bewarb sich für die neue Band Big Bang, neben fünf weiteren Sängern: T.O.P, Taeyang, G-Dragon, Daesung, und Hyun-seung. Die Entstehung der Band wurde vom Fernsehen in einer Dokumentation verfolgt.
Seungri konnte sich in dem Prozess gegen Hyun-Seung durchsetzen.
Die erste Single der Band verkaufte sich über 40.000 Mal, womit ihr Debüt als relativ erfolgreich bewertet werden könnte. Auf Big Bangs erstem Album Since 2007 nahm Seungri seinen ersten Solo Song auf: "The Next Day" (Koreanisch: 다음날; Revidierte Romanisierung: Daeumnal)
Im März 2019 erklärte Seungri, sich vom Showgeschäft zurückziehen zu wollen. Grund ist seine Verwicklung in dem Club Burning Sun, der im Zusammenhang mit Drogenmissbrauch, sexueller Ausbeutung und Polizeikorruption stehen soll.
Im Jahr 2021 wurde Seungri wegen Prostitutions- und Glücksspielvorwürfen zu drei Jahren Haft verurteilt.

## Filme und Fernsehserien
Seinen ersten Auftritt als Schauspieler hatte Seungri im Musical Sonagi (2008), bevor er in Filmen wie Nineteen (2009) oder Why Did You Come To Our Home (2009) mitspielte. Zudem spielte er in Fernsehdramen mit, wie dem japanischen Drama Kindaichi Shonen no Jikenbo (2013) und dem südkoreanischen Werk Angel Eyes (2014). 2018 spielte er die Hauptrolle in der Netflix-Serie YG – Was kommt nach Big Bang?

## Diskografie

### Studioalben
| Jahr | Titel                 | Höchstplatzierung, Gesamtwochen, AuszeichnungChartplatzierungen (Jahr, Titel, Platzierungen, Wochen, Auszeichnungen, Anmerkungen) | Höchstplatzierung, Gesamtwochen, AuszeichnungChartplatzierungen (Jahr, Titel, Platzierungen, Wochen, Auszeichnungen, Anmerkungen) | Anmerkungen                           |
| Jahr | Titel                 | KR | JP | Anmerkungen                           |
| ---- | --------------------- | --- | --- | ------------------------------------- |
| 2013 | Let's Talk About Love | — | JP4 (5 Wo.)JP | Erstveröffentlichung: 9. Oktober 2013 |
| 2018 | The Great Seungri     | KR1 (… Wo.)KR | — | Erstveröffentlichung: 20. Juli 2018   |

### Extended Plays
| Jahr | Titel                 | Höchstplatzierung, Gesamtwochen, AuszeichnungChartsChartplatzierungen (Jahr, Titel, Platzierungen, Wochen, Auszeichnungen, Anmerkungen) | Anmerkungen                           |
| Jahr | Titel                 | KR | Anmerkungen                           |
| ---- | --------------------- | --- | ------------------------------------- |
| 2011 | V.V.I.P               | KR1 (25 Wo.)KR | Erstveröffentlichung: 20. Januar 2011 |
| 2013 | Let's Talk About Love | KR1 (4 Wo.)KR | Erstveröffentlichung: 19. August 2013 |